# Deii
Deii (2012) è l'undicesimo album, ed il primo album doppio di Dvar.

## Il disco
Come nel disco precedente El mariil (2010) e nel mini album digitale Elah (2012) il suono è principalmente quello neoclassico e sinfonico, ma con una più marcata presenza di sonorità ambient e d'atmosfera, infatti molti brani sono strumentali e anche dove sono presenti delle voci, queste sono limitate a pochi suoni indistinti e fuggevoli.
Anche in quest'opera il pianoforte è spesso lo strumento principale e, forse più che in passato, è verosimile una affinità con le composizioni strutturate in modo ripetitivo di Philip Glass.

### Il booklet
Ancora una volta le note sul booklet sono scarne, come negli album precedenti compare la scritta: «music & text inspired by DVAR» «2010-2011».
Oltre a questa indicazione ve n'è un'altra riguardante l'aspetto grafico: infatti, per la prima volta la copertina e tutte le immagini riprodotte sono prese da particolari di opere di Lucas Cranach il Vecchio, viene così indicato nelle note: «artwork inspired by DVAR» «1525-1537 created by Lucas Cranach the Elder», in riferimento ad una presunta influenza dell'entità Dvar nell'opera dell'artista.
Il nesso va ricercato nella presenza, nelle opere scelte, delle api, da sempre una delle figurazioni di Dvar.

Nell'opera di Lucas Cranach il Vecchio le api, che pungono Cupido quando tenta di rubar loro il miele, rappresentano una allegoria del piacere che nella vita si unisce sovente con il dolore.
Le opere riprodotte nel booklet sono:
- Copertina[2]: Cupido si lamenta con Venere - circa 1525, National Gallery, Londra
- Retro: Venere e Cupido con un nido d'ape - circa 1531, Galleria Borghese, Roma
- Terza di copertina[3]: Venere con Cupido che ruba il miele - 1530, Statens Museum for Kunst, Copenaghen
- Interno pannello 1: Venere con Cupido che ruba il miele - circa 1537, Gemäldegalerie, Staatliche Museen zu Berlin, Berlino
- Interno pannello 2: Venere con Cupido che ruba il miele - 1530, Metropolitan Museum of Art, New York
- Interno pannello 3: Venere con Cupido che ruba il miele - circa 1537, Germanisches Nationalmuseum, Norimberga

## Tracce

### Deii (part 1)
1. Niberah – 4:49
2. Aoheth – 3:47
3. R'lah – 2:57
4. Ai-lu – 4:35
5. Leim – 3:12
6. Traamdar – 2:10
7. Uriim – 2:40
8. Orlah – 1:41
9. Roitzerg – 2:35
10. Dur-taar – 1:59
11. Iisakhail – 3:20
12. Rooi – 2:03
13. Evlahii – 2:52
14. Yadah beh – 2:43
15. Nandanael – 4:31
16. Ersaja – 2:58

### Deii (part 2)
1. Gyandarvaal – 6:26
2. Uku uki – 1:14
3. Sentikah – 1:38
4. Mou lii – 3:01
5. Intii linti – 3:31
6. Leeh flah – 4:10
7. Ekii ya raah – 4:38
8. Khaa seii – 1:56
9. Kvaato – 0:51
10. N'ahaliroh – 4:06
11. Du ah – 1:14
12. Gmah gmah – 2:57
13. El yaiilazzar – 4:25
14. Lii amah – 3:30
15. Tumiim – 3:45
16. Vokhaaril – 1:20